# Gordien et Épimaque
Ne pas confondre avec le Paradisier de Meyer, aussi appelé epimachus meyeri.
Les saints Gordien et Épimaque sont deux martyrs  vénérés par l’Église catholique le 10 mai.

## Les deux saints
Gordien est un juge romain qui se convertit au christianisme. Il est torturé et finalement décapité. Son corps a été enterré à la crypte de la  Voie Latine à côté du corps de saint Épimaque qui s'y trouvait déjà. 
Épimaque a quant à lui subi le martyre à Alexandrie sous l’empereur  Dèce, vers 250, avec un dénommé Alexandre. Ils sont longtemps détenus, battus avec des massues, leurs chairs arrachées avec des crocs en fer, et ils sont finalement brûlés à la chaux. 
C'est leur proximité dans la tombe qui fait que l'on cite Gordien et Épimaque ensemble. Ils sont vénérés ensemble le 10 mai par l’Église catholique.

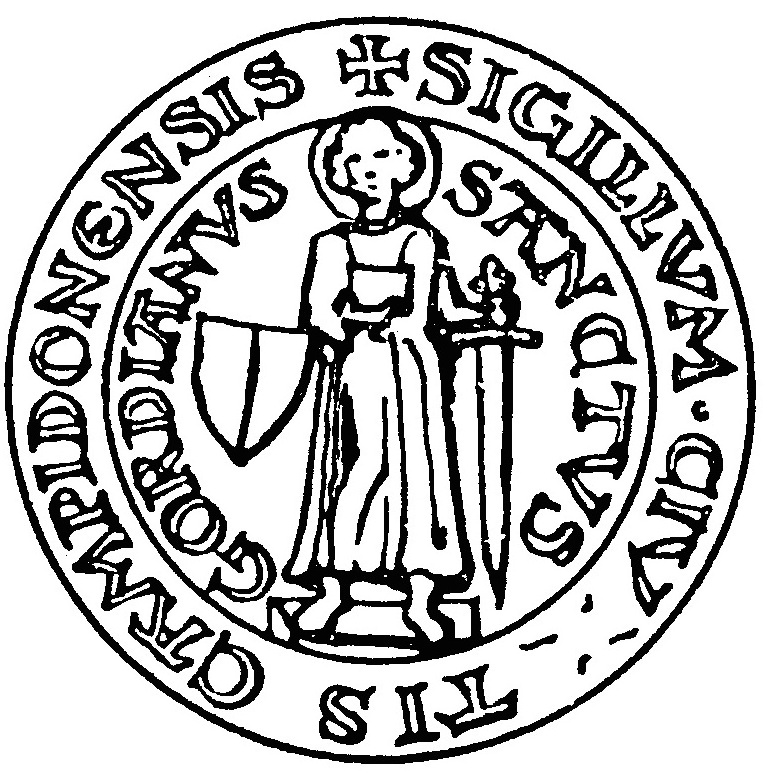
Sceau de la ville de Kempten portant le nom de Gordianus.

Les reliques des deux saints sont translatées vers 773-774 par Hildegarde de Vintzgau, épouse de Charlemagne, à l'abbaye de Kempten. Gordien devient le patron de la ville de  Kempten. Gordien figure sur un de ses sceaux ; de nombreux habitants de la ville portent ce nom de baptême, comme le maire Gordian Seuter qui a négocié en 1525 le « grand achat » par lequel la ville obtient du prince-abbé l'ensemble des droits de souveraineté qui lui manquent encore.

## Églises
Des églises qui ont les deux saints comme patrons sont (toutes en Allemagne sauf la dernière) : 
- Aitrach
- Bingen  am Rhein
- Dietersheim
- Legau
- Merazhofen
- Frechenrieden
- Memmingerberg
- Pleß
- Niederprüm
- Rickenbach
- Stöttwang
- Unterroth
- Blevio (Italie)

## Attributs

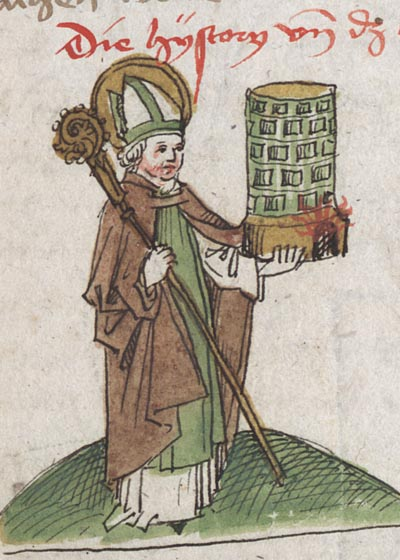
Épimaque avec un poêle de faïence, Karlschronik, Kempten.

- Gordien : armure, épée (de décapitation), palme (de martyre)
- Épimaque : tenue bourgeoise, poêle de faïence, livre

## D'autres saints
Il existe deux autres Gordianus martyrisés, 
- le premier avec deux compagnons, est fêté le 17 septembre (Acta Sanctorum, XLV, 483)
- un autre, commémoré le  13 septembre, a subi le martyre avec plusieurs compagnons à Pontus ou Galatia (Acta Sanctorum, XLIV, 55).

Il existe aussi plusieurs martyrs nommés Epimachus, et le peu d'information que l’on possède sur eux les fait confondre. Les bollandistes mentionnent cinq saints de ce nom :
- un martyr commémoré par l'Église grecque le 6 juillet (Acta Sanctorum, XXIX, 280)
- Epimachus et Azirianus,  martyrs vénérés par les Coptes et Abyssiniens le 31 octobre (Acta Sanctorum, LXI, 684)
- Épimaque de Péluse en Égypte, vénérés par les Grecs le 31 octobre (Acta Sanctorum, LXI, 704)
- Épimaque et Alexandre, martyrisés à Alexandrie durant la persécution de  Dèce, commémoré par l'Église latine le 12 décembre
- Epimachus dont le corps était à côté de celui de Gordianus; honoré à Rome le 10 mai.

La plupart des docteurs d'Église estiment que les deux derniers ne font qu'un, et que le corps d'Épimaque a été transporté à Rome peu avant le martyre de Gordien. Remi de Buck, un érudit bollandiste, soutient que les deux Épimaque sont différents, et rejette l’idée d'une translation des reliques d'Alexandrie à Rome.